# موش کور طلایی آرند
موش کور طلایی آرند(نام علمی: Carpitalpa arendsi) نام یک گونه از تیره موش کور طلایی است.